# Lasiochilus mirificus
Lasiochilus mirificus är en insektsart som beskrevs av Drake och Harris 1926. Lasiochilus mirificus ingår i släktet Lasiochilus och familjen näbbskinnbaggar. Inga underarter finns listade i Catalogue of Life.